# Mary Francis Ames
Mary Francis Ames, geboren als Mary Frances Leslie Miller (1853-1929), was een schrijver en illustrator van kinderboeken. In haar publicatiegebied Groot-Brittannië en Canada gebruikte ze het pseudoniem Ernest Ames of ook wel Mrs. Ernest Ames.

## Leven en werk
Over Mary Francis' leven is verder alleen bekend dat ze getrouwd was met Ernest Fitzroy Ames, een spoorwegingenieur.

### Geschreven werk
Tot Ames' boeken behoorde onder meer An ABC, for Baby Patriots (1899), dat werd gebruikt om kinderen het alfabet te leren. Lange tijd werd dit gezien als een patriottisch, Brits imperialisme verheerlijkend prentenboekje. In 2017 verscheen echter een artikel waarin Megan A. Norcia betoogde dat Ames dit werk satirisch bedoeld had. Volgens Norcia moet het boekje in de context van de fin de siècle-cultuur van die tijd gelezen worden.
Ook was Ames formeel de schrijver van The Bedtime Book (1901), Wonderful England!: Or, The Happy Land (1902), - een patriottische lofzang - Tim and the Dusty Man (1903) - een economische satire -, The Great Crusade: an alphabet for everybody (1903) - een kritiek op de wetgeving van Arthur Balfour en de twee sprookjes Little Red Fox (1908) en Watty: a white puppy (1913).

### Geïllustreerd werk
Ames illustreerde daarnaast de werken Really and Truly! Or, the Century for Babes (1899), The Tremendous Twins or How the Boers Were Beaten (1900), The Maid's Progress (1901) - een satire over de huwelijksmarkt - en Sessional: Big Ben ballads (1906) - een politieke satire in de vorm van bakerrijmpjes. De teksten van deze werken werden geschreven door haar man.